# Le Beurgeois
Le Beurgeois est un album de bande dessinée française humoristique mettant en scène le personnage de Mouloud Benbelek, un beur devenu riche.

## Sources
- histoire-immigration
- Mark McKinney, Black, Blanc, Beur Humor. Conférence présentée le 19 septembre 1997 à l'International Comics and Animation Festival Washington, D. C.